# Emissario

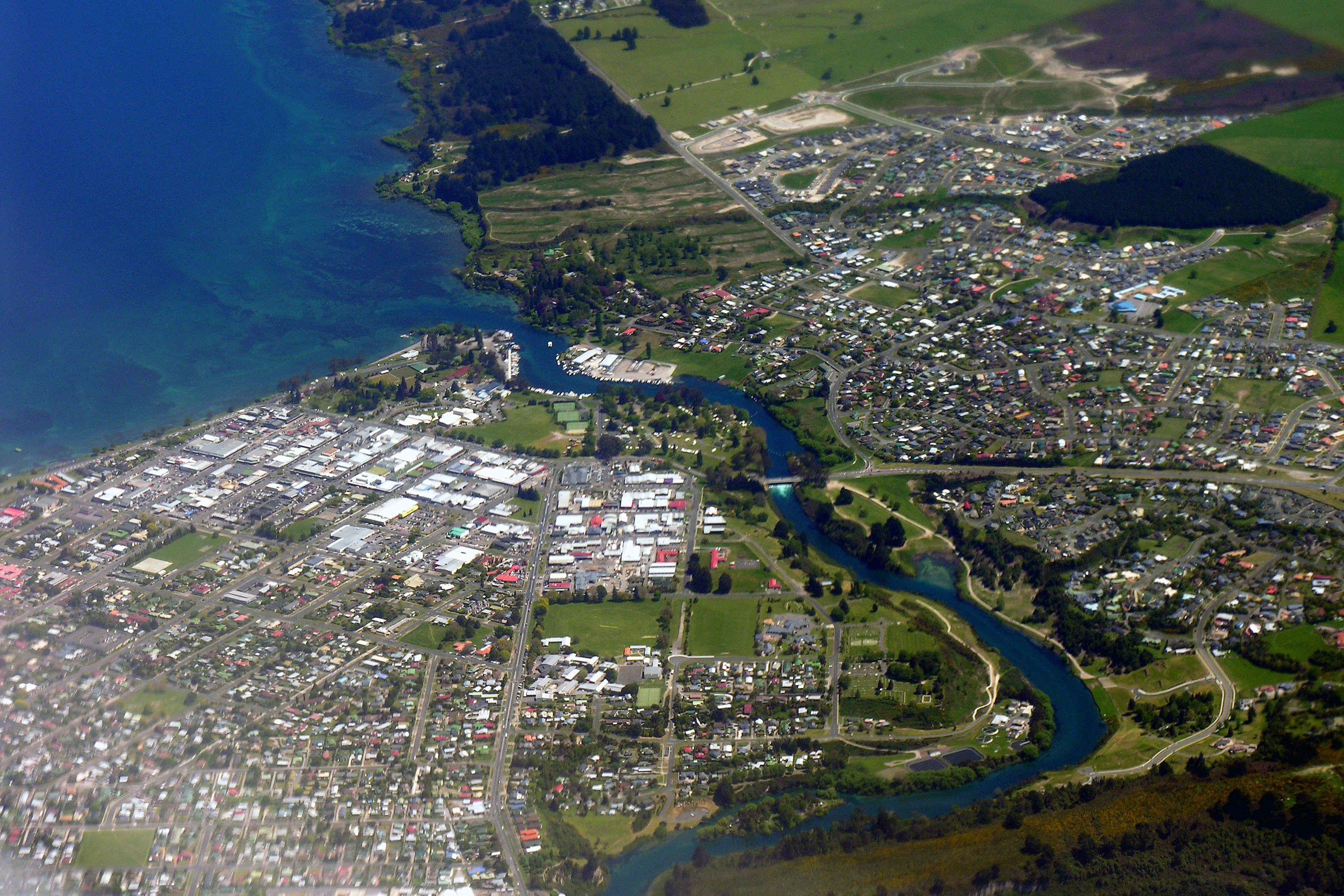
Lago Taupo con il suo emissario, il fiume Waikato, in Nuova Zelanda

L'emissario è il corso d'acqua che scarica le acque di un lago o che devia quelle di un fiume.

## Tipologia
Ci sono casi in cui l'immissario, cioè un fiume che versa l'acqua in un lago, e l'emissario hanno nomi diversi.
I laghi che non hanno emissari vengono detti endoreici.

## Correnti di emissario
Nella zona del lago circostante allo sbocco nell'emissario, possono venirsi a creare delle correnti, chiamate "correnti di emissario", che modificano localmente la normale stratificazione termica delle acque lacustri.

## In Italia
In Italia, il lago più grande, che è il Lago di Garda, ha l'immissario principale, chiamato Sarca, e l'emissario chiamato Mincio; viceversa, nel caso del secondo lago italiano più grande, cioè il Lago Maggiore, l'immissario principale è il fiume Ticino, che rappresenta anche l'emissario.